# Terpény
Terpény (szlovákul: Trpín) község Szlovákiában, a Besztercebányai kerületben, a Korponai járásban.

## Fekvése
Korponától 10 km-re délkeletre található.

## Története
1262-ben "Terpen" néven említik először. Hont várának uradalmához tartozott, de IV. Béla király a bozóki apátságnak adta. 1342-ben "Terpen et alia Terpen", 1370-ben "Kisterpen" néven szerepel a korabeli forrásokban. 1715-ben 19, 1720-ban 13 háztartása adózott. 1828-ban 32 házában 196 lakosa élt, akik főként mezőgazdasággal foglalkoztak.
Vályi András szerint "TERPIN. Hont Várm. földes Ura a’ Tudományi Kintstár, fekszik Litavához nem meszsze, mellynek filiája; a’ Bozóki Uradalomhoz tartozik."
Fényes Elek szerint "Trpin, tót falu, Honth vmegyében, a bozóki uradalomban: 205 kath. lakossal."
Hont vármegye monográfiája szerint "Terpény, azelőtt Trpin, tót kisközség 14 házzal és 149 róm. kath. vallású lakossal; vasúti állomása és távirója Korpona, postája Litva. A falu nevével Terpen alakban, már 1262-ben találkozunk az oklevelekben, melyek a Hunt vár tartozékának mondják; de nem sokáig maradt e vár hatalma alatt, mert IV. Béla király Terjén földjét a hunti vártól elvette és a bozóki prépostságnak adományozta, mely mindvégig megmaradt birtokában. Alighanem innen vette nevét a Terjéni család, melynek három tagjáról – Jacobus, Martinus et Gregorius de Terjen – 1312-ben emlékezik meg egy följegyzés. A falu róm. kath. temploma újabb keletű. Terpény határában fekszik Nándorhalma puszta."
A trianoni békeszerződésig Hont vármegye Korponai járásához tartozott.

## Népessége
| Év:            | 1994. | 2004.    | 2014. | 2024.    |
| -------------- | ----- | -------- | ----- | -------- |
| Emberek száma: | 137   | 118      | 118   | 106      |
| Eltérés:       |       | -13,86 % | +0 %  | -10,16 % |

| Év:            | 2023. | 2024.   |
| -------------- | ----- | ------- |
| Emberek száma: | 113   | 106     |
| Eltérés:       |       | -6,19 % |

1910-ben 137, túlnyomórészt szlovák lakosa volt.
2001-ben 134 szlovák lakosa volt.
2011-ben 110 szlovák lakta.

## Nevezetességei
- Szűz Mária kápolnája 1889-ben épült, 2000-ben megújították.
- A falu közepén kis harangláb áll.
- A falu asszonyai egykor híres csipkeverők voltak.

## Külső hivatkozások
- Községinfó
- Terpény Szlovákia térképén
- Regionhont.sk
- E-obce.sk Archiválva 2009. november 16-i dátummal a Wayback Machine-ben